# Eponim
Eponim (grč. eponimos "koji daje ime"), osoba po kojoj je nešto nazvano ili imenovano.
Izvorno značenje nastalo je u antičkoj Grčkoj, gdje se je riječ eponim odnosila na osobu na javnoj dužnosti po kojoj je nazvano razdoblje njezina upravljanja. Potom je eponimom mogla biti nazvana bilo koja osoba po kojoj je nešto nazvano. Kasnije, u širem smislu, također je eponimom moglo biti nazvano mjesto, predmet, pojava i sl. po kojoj je nazvano nešto drugo. Primjerice, hrvatski izumitelj Eduard Slavoljub Penkala je eponim riječi penkala.
S eponimima je povezan izraz eponimija – termin sociologije znanosti koji je definirao Robert Merton u svojoj knjizi The Sociology of Science: Eponimija je praksa pripajanja znanstvenikova imena njegovu otkriću. S eponimijom su povezane mnoge etičke dvojbe.

## Eponimski izrazi
Eponimski izrazi su riječi ili sveze riječi koje sadržavaju ime. Primjerice, eponimski izraz je dizel, a eponim je njemački inženjer Rudolf Diesel; eponimski izraz je šrapnel, a eponim je engleski stručnjak za oružje Henry Shrapnel.
Eponimski naziv ili eponimski termin je onaj eponimski izraz koji je prihvaćen kao strukovni naziv. Primjerice, rendgen, pasterizacija, mentor, Eustachijeva cijev i sl.
Iz engleskoga je govornoga područja u hrvatski jezik ušla zamjena značenja, pa se je u općoj neakademskoj uporabi uvriježilo eponimima nazivati riječi i sveze riječi koje u bilo kojem obliku sadržavaju neko ime ili je dojam da sadržavaju ime. Tomu su u hrvatskom jeziku pridonijele publikacije koje su promovirale takvu iskrivljenu uporabu riječi eponim, uglavnom zbog komercijalnih i zabavnih razloga jer je nelingvistima zanimljivo i zabavno to da se u pojedinoj riječi krije ime osobe. Takav pristup nema ni jezikoslovnoga ni akademskoga uporišta.